# Оно (медиафраншиза)
«Оно́» (англ. It) — американская мультимедийная франшиза в жанре сверхъестественных ужасов, созданная американским писателем Стивеном Кингом. В центре сюжета находится некое инопланетное чудовище, известное как Оно, или же клоун Пеннивайз, способный питаться страхом своих жертв и трансформировать своё тело по своему желанию. Все события происходят по большей части в маленьком вымышленном городке Дерри в штате Мэн. Главными врагами Пеннивайза выступают подростки, являющиеся членами так называемого «Клуба неудачников».
Роман Кинга «Оно» был выпущен в 1986 году. Он стал бестселлером года и удостоился номинаций на кучу престижных наград. Через 4 года, в 1990 году, свет увидел телефильм-экранизация романа под названием «Оно», состоящий из 2-х серий. Ещё через 27 лет, в 2017 году, вышла вторая экранизация романа, а в 2019 году — её сиквел. В 2025 году ожидается премьера сериала «Оно: Добро пожаловать в Дерри», который станет приквелом к дилогии 2017—2019 годов. Он будет выходить на телеканале HBO.

## Роман

### «Оно» (1986)
Роман был выпущен в 1986 году издательством Viking Press. Действие книги, как и фильмов, происходит в городке Дерри, в котором группа подростков вступает в схватку с инопланетным демоном Пеннивайзом. При этом роман разделён на две части: первая происходит в 1958 году и рассказывает о первой схватке героев с Оно и историю их взросления, в то время как сюжет второй переносится в 1985 год и рассказывает о том, как уже повзрослевшие герои вступают в новую схватку с Пеннивайзом и пытаются понять, как убить Оно раз и навсегда.
Изначально автор романа, Стивен Кинг, хотел сделать антагонистом тролля под мостом, но позже решил использовать собирательный образ всех возможных страхов человека. Стивен начал писать роман в 1981 году. Книга стала абсолютным хитом и была номинирована на премии «Локус» и «Всемирную премию фэнтези», а сейчас является одной из самых известнейших работ Кинга.

## Фильмы
| Фильм         | Дата выхода     | Режиссёр        | Сценарист                    | Продюсер                 |
| Телефильм     | Телефильм       | Телефильм       | Телефильм                    | Телефильм                |
| ------------- | --------------- | --------------- | ---------------------------- | ------------------------ |
| Оно           | 18 ноября 1990  | Томми Ли Уоллес | Томми Ли Уоллес, Лоренс Коэн | Джим Грин, Аллен Эпштейн |
| Новая дилогия |                 |                 |                              |                          |
| Оно           | 5 сентября 2017 | Энди Мускетти   | Гари Доберман, Кэри Фукунага | Рой Ли, Сет Грэм-Смит    |
| Оно 2         | 6 сентября 2019 | Энди Мускетти   | Гари Доберман                | Рой Ли, Дэн Лин          |

### «Оно» (1990)
Леденящее воплощение ужаса притаилось в тени и повсюду. Группа школьников, объединившихся против школьных хулиганов и этой неведомой угрозы, должна встретиться с монстром лицом к лицу. Оно знает все их страхи, как бы глубоко запрятаны они ни были, и черпает силу из ненависти и разочарования. Существо, не имеющее названия и чёткой формы, питается людьми и их страхами.
Критики оценили телефильм средне. На сайте-агрегаторе Rotten Tomatoes он имеет 68 % одобрения. Также, будучи фильмом, выпущенным сразу на ТВ, первая часть не имеет финансового дохода.

### «Оно» (2017)
Когда в городке Дерри штата Мэн начинают пропадать дети, несколько ребят сталкиваются со своими величайшими страхами — не только с группой школьных хулиганов, но со злобным клоуном Пеннивайзом, список жертв которого уходит вглубь веков.
Критики оценили новую экранизацию очень хорошо — она получила 85 % одобрения. В прокате картину ожидал громкий кассовый успех (при бюджете в 35—40 млн $ фильм смог собрать 704 млн $).

### «Оно 2» (2019)
Прошло 27 лет после первой встречи ребят с демоническим Пеннивайзом. Они выросли, покинули родной городок и практически забыли о тех страшных событиях, но неожиданно в их взрослые проблемы вторгается телефонный звонок. Майк никогда не покидал Дерри, всё это время собирал информацию о жутком клоуне и ждал. Когда в городе начали происходить новые убийства, Майк просит старых друзей вновь собраться вместе и разобраться со злом города Дерри раз и навсегда.
Критики оценили сиквел чуть хуже, чем первую часть — он имеет 62 % одобрения. В прокате картина собрала меньше, чем предшественник, но всё же смогла здорово окупиться (при бюджете в 79 млн $ фильм смог собрать 473 млн $).

## Кассовые сборы
Серия занимает второе место по количеству кассовых сборов за всю историю кинематографа, собрав в общей сложности свыше 1 миллиарда $ в прокате. Единственная франшиза фильмов ужасов, обогнавшая «Оно» — «Заклятие» ($1 919 687 450). При этом «Оно» смог обогнать другую миллиардную хоррор-франшизу — «Пила» ($1 016 891 688). До появления «Вселенной „Заклятия“» и «Оно» «Пила» была внесена в книгу рекордов Гиннеса как самая прибыльная хоррор-франшиза в истории кино.
| Фильм | Дата выхода     | Сборы            | Сборы         | Сборы          | Бюджет         |
| Фильм | Дата выхода     | Северная Америка | Другие страны | Все страны     | Бюджет         |
| ----- | --------------- | ---------------- | ------------- | -------------- | -------------- |
| Оно   | 18 ноября 1990  | -                | -             | -              | $12 000 000    |
| Оно   | 6 сентября 2017 | $328 874 981     | $375 367 570  | $704 242 888   | $35–40 000 000 |
| Оно 2 | 5 сентября 2019 | $211 622 525     | $261 500 000  | $473 123 154   | $79 000 000    |
| Итог  | Итог            | $540 497 506     | $636 867 580  | $1 177 365 076 | $126–131 млн   |

## Отзывы
| Фильм | Rotten Tomatoes     | Кинопоиск          |
| ----- | ------------------- | ------------------ |
| Оно   | 68 % (25 рецензий)  | 7.0 (131 рецензия) |
| Оно   | 85 % (389 рецензий) | 7.3 (468 рецензий) |
| Оно 2 | 62 % (392 рецензии) | 6.5 (149 рецензий) |

## Сериал

### «Оно: Добро пожаловать в Дерри»  (2025)
Действие сериала будет происходит задолго до событий первого фильма и будет рассказывать историю о том, как именно Пеннивайз попал в городок Дерри. Впервые о проекте стало известно в марте 2022 года, а в феврале 2023-го сериал получил официальный зелёный свет на производство. В апреле 2023 года главные роли получили Джован Адепо, Крис Чок, Тейлор Пейдж и Джеймс Ремар. 2 августа 2024 года съёмки были официально завершены. Он выйдет в 2025 году на телеканале HBO. Ранее релиз планировался на стриминговом сервисе Max. Билл Скарсгард повторяет в проекте роль Оно из фильмов Мускетти.
| Сериал                        | Год  | В главных ролях                                                                   | Режиссёр | Сценарий | Продюсер | Телеканал |
| ----------------------------- | ---- | --------------------------------------------------------------------------------- | -------- | -------- | -------- | --------- |
| Оно: Добро пожаловать в Дерри | 2025 | Джован Адепо, Крис Чок, Тейлор Пейдж, Джеймс Ремар, Стивен Райдер, Билл Скарсгард | TBA      | TBA      | Рой Ли   | HBO       |

## Другие медиа

### Телевидение
Сет Грин, сыгравший юного Ричи Тозиера в телеэкранизации 1990 года, озвучил Пеннивайза в комедийном мультсериале для взрослых «Робоцып» (эпизод «The Black Cherry»).
В эпизоде мультсериала «Симпсоны» Not It персонаж «Симпсонов» клоун Красти в образе Пеннивайза является титульным антагонистом.

### Музыка
Популярная американская рок-группа «Pennywise» получила своё название в честь клоуна Пеннивайза.

### Игры
Видеоигра под названием «It: Enter The Sewer», вышедшая в 2017 году, выполнена в классическом 8-битном стиле. Игрок играет роль бумажного кораблика, который плывёт по тротуару. При этом на пути кораблика встают различные препятствия. Запас жизней ограничен (всего 3). Когда все жизни потратятся, игра закончится. При этом, на заднем плане слышится смех Пеннивайза.
В том же 2017 году Пеннивайз появился в игре Grand Theft Auto V в одном из модов в качестве главного антагониста, а также фигурирует как один из игровых персонажей.
В 2018 году вышла вторая официальная игра по франшизе — «It: The Game», предназначенная для PC. Основной геймплей состоит в том, что игрок должен выполнять различного рода задания, но сложность в том, что на него охотится клоун Пеннивайз.